# Абаканский спорткомплекс имени Н. Г. Булакина
Спорткомплекс имени Н. Г. Булакина — спортивное сооружение в Республике Хакасия, Россия.

## История
До 2010 года столица Хакасии не имела крупных спортивных комплексов (кроме СК «Саяны»), соревнования проходили в небольших спортивных залах. Первая свая фундамента городского спорткомплекса «Абакан» (таково первоначальное название) была забита 18 августа 2008 года. Администрация Абакана надеялась заручиться поддержкой российских властей, внести проект спорткомплекса в одну из федеральных программ.
1 июня 2010 года состоялось официальное открытие универсального спортивного зала. В сентябре 2011 года был сдан в эксплуатацию административный корпус. С января 2014 года действует 50-ти метровый плавательный бассейн, соответствующий требованиям Всероссийской федерации плавания.
В спорткомплексе проводятся всероссийские соревнования по спортивной (вольной) борьбе памяти заслуженного мастера спорта России, бронзового призёра Олимпийских игр в Сеуле Сергея Карамчакова, первенство Сибири по рукопашному бою (с 2013), Кубок Сибири по плаванию (с 2014), первенство СФО по борьбе дзюдо среди юношей и девушек (с 2015), первенство СФО по спортивным танцам на призы Мэра города Абакан.
С 1 сентября 2020 года спорткомплекс «Абакан» получил новое наименование — МАУ «Спорткомплекс имени Н. Г. Булакина».

## Сферы деятельности
Спорткомплекс включает в себя: универсальный спортивный зал, бассейн, административный корпус и легкоатлетический манеж. Основной задачей является деятельность в области культуры, спорта, организации спортивных соревнований и физкультурно-оздоровительной работы.

## Награды
- Лучшее спортивное сооружение Хакасии (2015)
- Лучший многофункциональный спортивный комплекс в Российской Федерации (2019)[4][5]